# Asociación de Fútbol de Cuba
Asociación de Fútbol de Cuba ordnar med den organiserade fotbollen i Kuba. Förbundet bildades 1924 och inträdde i Fifa 1932.